# はやぶさ奉行
『はやぶさ奉行』（はやぶさぶぎょう）は、1957年（昭和32年）11月17日公開の日本映画である。東映製作・配給。監督は深田金之助。イーストマンカラー、東映スコープ、93分。
片岡千恵蔵が遠山金四郎を演じた『いれずみ判官』シリーズの第12作。同シリーズでは初のカラー作品となる。

## スタッフ
- 監督：深田金之助
- 脚本：高岩肇
- 原作：陣出達朗
- 企画：玉木潤一郎
- 撮影：三木滋人
- 音楽：高橋半
- 美術：吉村晟

## キャスト
- 遠山金四郎：片岡千恵蔵
- 侠盗ねずみ：大川橋蔵
- お景：千原しのぶ
- 千吉：植木千恵
- お半：花柳小菊
- 堀田備中守：大河内傳次郎
- 長岡有楽斎：進藤英太郎
- 藤兵衛：高松錦之助
- 遠山景晋：明石潮
- 月波権次郎：片岡栄二郎
- 将軍家慶：沢田清
- 跡部山城守：香川良介
- 塚口伝兵衛：仁礼功太郎
- 中野助五郎：上代悠司
- 大郷筑前守：二代目 市川小太夫
- 虎姫弥左衛門：柳永二郎
- 霧戸武兵衛：岡譲司
- 俵藤源之進：戸上城太郎
- 久保寺勘五郎：尾上華丈
- 伊庭半兵衛：加賀邦男
- 牛兵衛：大橋史典
- 卯之吉：団徳麿
- 婆や：岡島艶子
- 大工の老父：河部五郎
- 旅商人風の男：木南兵介